# 한국의 역사학
이 글은 한국의 역사학과 역사사상을 다룬다.

## 고려시대의 사학사상
이 시대의 사학과 문예 방면의 활동은 전(前)시대에 비하여 훨씬 다양하고 활발하게 전개되고 있는 점이 우선 눈에 띄고 있다. 그리고 이러한 활동은 한문(漢文)에 대한 보다 깊은 이해에서 가능한 것이었다. 이 시대에서는 신라의 향가 문학에서 볼 수 있는 이두(吏讀)나 조선시대 이후의 한글이 그 사상의 표현수단으로 이용되지 않았으며, 거의 대부분 한문에 의한 활동만이 그 주조(主潮)를 이루고 있는 데에 시대적인 특색이 있다 할 것이다. 이 시대의 사학·문학사상의 전반적인 특성은 처음에 중국 중심의 사고에서 점차 민족의 자주성을 의식해 가는 데 있다. 이런 변화는 한국사회의 발전과 국내 정세의 변천에 따라 필연적으로 일어나게 되었다.
먼저 사학 방면을 보면, 고려에서는 그 초기부터 역대 국왕의 실록(實錄) 편찬이 시행되고 있었다. 이와 같이 편찬사업 이외에 다른 사서(史書)들도 자주 편찬 간행되었다. 그중에서도 특히 인종 23년(1145년)에 편찬된 김부식의 <삼국사기(三國史記)>(50권)는 현재 전하고 있는 한국나라 역사서 가운데 기전체(紀傳體)로 된 정사(正史)로서 가장 오랜 것이다. 그러나 이 <삼국사기>에는 김부식의 사대주의(事大主義) 사상이 크게 반영되어 있다는 비판을 받고 있다. 한국은 실제 <삼국사기>의 기사를 통하여, 중국 중심의 역사 서술을 곳곳에서 대할 수가 있다. 따라서 그 나타난 결과로서는 민족의 자주성이 결여되어 있다는 평가를 받아 마땅할 것이다. 그러나 한국가 주목해야 될 것은 이러한 사관(史觀)이 <삼국사기> 편찬자만의 허물로 이루어졌겠느냐 하는 점이다. 한국은 김부식 개인을 탓하기에 앞서 그 시대 정신을 파악해야 할 것이다. 즉 당시까지만 하더라도 사상적으로는 중국 문화의 짙은 영향과 중국적인 사고방식이 한국나라 사회 전체에 걸친 일반적인 추세였던 것이다. 그러므로 <삼국사기>에 나타난 사학사상(史學思想)도 이러한 시대적 상황의 소산이라 볼 것이다.
뒤이어 시대적인 상황이 바뀜에 따라 사학사상에도 커다란 전환이 있게 되었다. 한국은 충렬왕(1274∼1308) 때에 편찬된 일연(一然)의 <삼국유사(三國遺事)>에서 그 구체적인 예를 볼 수 있다. 이 무렵에는 이미 시대적인 여건이 크게 달라져 있었다. 한(漢) 민족이 세운 송(宋) 왕조는 멸망당하였으며, 그에 대신하여 북방민족인 몽고족이 대륙의 지배자로 등장하여 고려왕조의 정치·사상 분야에도 적지 않은 영향력을 행사하고 있었다. 여기에서 비로소 한(漢) 문화 중심의 사고에서 한민족 중심의 사관(史觀)이 우러나게 된 것이다. 몽고의 군사적·정치적 위압에 직면하여 한민족을 지켜야겠다는 민족의식이 역사의 서술에 나타나게 된 것이다. 가령 <삼국유사>의 권두(卷頭)에 보이는 단군신화(檀君神話)도 민족의 자주성을 찾자는 노력의 발로였던 것이다. 이와 함께 찬란하게 꽃피던 한(漢)민족의 문화가 미개한 북방민족에게 짓밟히고 문화적으로 암흑세계에 빠졌을 때 아시아에서 가장 문명한 나라는 다름 아닌 고려(高麗)라는 민족적인 긍지마저 가지게 되었다.
이러한 사상적인 경향은 고려 후기의 사학(史學)·문학 부문에 전반적으로 나타나고 있다. 가령 이승휴(李承休)의 <제왕운기(帝王韻紀)>, 이규보(李奎報)의 <동명왕편(東明王篇)> 등의 저술을 통하여 시대 정신의 변화를 엿볼 수가 있을 것이다. 이 시대의 사학 부문에서는 <편년통록(編年通錄)>·<고금록(古今錄)>·<본조편년강목(本朝編年綱目)> 등 수많은 서적이 간행되었으나, 현재 전해지고 있지 않아서 그 구체적인 사학사상(史學思想)을 살펴볼 수 없음은 아쉬운 일이다.

## 조선전기의 사학사상
조선전기의 역사사상은 편사의식(編史意識)에서 구체적으로 나타난다. 왕조의 실록편찬과 함께 <고려사>편찬 등 관찬(官撰)과 사찬(私撰)이 민족사의 입장에서 두드러지게 나타났다. 고려 때 거란과 몽고의 침입으로 국난을 당한 후 국사의식(國史意識)이 성장됨에 따라 각종 역사서적이 편찬되었다. 조선시대에 들어와서 문화의식의 성장과 함께 중국 역사서적의 자극을 받아 민족사에 대한 의식이 크게 자라나 각 왕대 별로 실록편찬을 비롯하여 <동국사략(東國史略)> <역대병요(歷代兵要)> <삼국사절요(三國史節要)> <역대년표(歷代年表)> <동국통감(東國通鑑)> <동국여지승람(東國輿地勝覽)> <해동성씨록(海東姓氏錄)>등 사서(史書)가 간행(刊行)되었다.특히 <동국통감>은 민족사서(民族史書)로서 큰 의의를 지니고 있다.
민족사서의 편찬에 중국의 역사서적이 끼친 영향은 상당히 컸다. 이는 <동국통감>의 서문에 잘 나타나 있으니, 즉 <자치통감(資治通鑑)>은 '사가(史家)의 지남(指南)'이라고 밝히고 있다. 건국 후 3왕(三王)이 계승하여 문치에 힘써 <고려사(高麗史)> <고려사절요(高麗史節要)>가 이루어졌다. 세조는 경사(經史)에 유의하여 신하에게 "동방에 비록 제사(諸史)가 있으나 <자치통감(資治通鑑)>에 비교할 만한 장편의 통감이 없다" 했는데, 사(史)를 교정케 하였다는 이극돈(李克墩)의 서문에는 한국 역사 편찬의식이 잘 나타나 있다. 또 서거정(徐居正)이 <동국통감>을 올리는 글에서도 <통감>, 주희(朱憙)의 <통감강목(通鑑綱目)>, 강용(江鎔)의 <통감절요(通鑑節要)>, 유섬(劉剡)의 <통감절요(通鑑節要)>의 예를 들고, 한국나라의 역사도 장구하여 단군은 당요(唐堯)와 같은 시기의 인물이라 하였다. 태조 때에는 "한고조(漢高祖)가 진(秦)나라 도서(圖書)를 수습(收拾)하고, 당 태종이 수(隋)나라 전적(典籍)을 구입한 선례를 따라서 사국(史局)을 설치하여 각종 사서(史書)들을 편찬한 바 있는데, <동국통감(東國通鑑)>의 경우 "범례(凡例)는 <자치통감>을 모방하고, 대의(大義)는 <춘추(春秋)>를 규범으로 삼았다"고 한다. 서거정도 이와 거의 같은 내용의 글을 <삼국사절요(三國史節要)>를 올리는 글에서 밝혔다.
중국 사서 중에서도 <자치통감>에 대한 관심은 상하를 막론하고 대단히 컸다. 통감이 집약된 것이라 할 강용(江鎔)의 <통감절요>가 널리 애독되었다. 세조 때에 학문에 공이 컸던 최항(崔恒)은 "통감은 사학(史學)의 종지(宗旨)이며 마땅히 먼저 알아야 될 것"이라고까지 강조하였다. 통감은 치도(治道)에 있어서 귀감(龜鑑)과 같이 밝다는 뜻으로서 교훈적인 의도에서 편찬된 것인데 조선초기 각종 사서가 편찬됨에 있어서 교훈적인 의도가 강하게 작용했다. 정인지가 <고려사>를 끝낸 후 올린 글에는 국왕이 기왕에 있었던 흥망성쇠를 살펴보는 것은 장래에 대해 훈계하기 위한 것이라고 한 데 따라 <고려사>를 지어 올린다고 그 이유를 밝혔다. 세조는 왕세자의 교육이 국가대사라고 지적한 다음 세자를 교훈하는 데 선왕의 실록과 경사(經史)를 광범위하게 살펴서 규범으로 삼을 것과 경계할 것을 자세히 살펴서 올리도록 양성지(梁誠之)에게 명령하였다. 또 기왕에 있었던 흥망성쇠는 좋은 점이나 나쁜 점을 그대로 보여주는 것이 마땅하다는 서거정(徐居正)의 말은 역사편찬이란 중요직책을 맡아본 사람들이나 왕의 태도에서 잘 파악할 수가 있다. 건국초기에 권근(權近)이 김부식의 <삼국사기>를 대본으로 <동국사략(東國史略)>을 편술할 때에도 절의(節義)를 포상하고 참란(僭亂)을 근절하는 엄격하고 교훈적이고 주관적인 입장에서 역사편찬을 하였음을 살펴볼 수 있다.
이처럼 조선건국 후부터 역사사상이 강조되는 편사의식(編史意識)이 강하게 나타난 이유 중에는 유교정책이 강화되면서 사풍(士風)이 진작되며 정통론(正統論)이 강조되어 관찬물(官撰物)로서의 실록을 비롯한 각종 사서편찬에 이어 개별적으로도 역사의식이 강하게 나타났기 때문이다. 한국나라 사람들이 중국의 역사에는 밝으나 한국의 사적에 대해서는 잘 모르는 데 대한 반성적인 면이 나타났다. 서거정이 성종 때 경연에서까지 교양인, 사류(士類)라 할지라도 한국나라 역사에 대하여 잘 알지 못하는 상태이니 <동국통감>을 만들어 이를 깨우쳐 주어야 한다고 주장하면서 오랜 역사를 가졌음에도 불구하고 사서(史書)가 구비되어 있지 못하고 있다고 지적한 데에는 당시 지도층에 있어서 민족사서(民族史書)의 필요성이 공감되고 있음을 알 수가 있다. 특히 서거정이 한국나라에 태어났으니 불가불 한국의 사적을 알아야 되겠다고 한 말은 한국의 역사편찬의식을 잘 나타낸 것이라 보겠다.
확실히 조선건국 후에 들어와서 민족사에 대한 역사의식이 강조됨에 따라 편사의식도 강하게 나타났다. 그래서 <왕조실록>을 비롯한 편년체와 강목체(綱目體)로 된 각종 통사와 시대사, <역대병요> <해동성씨록> <동국여지승람>등 특수한 서적도 편찬되었다. 이같은 사서 편찬의식의 고조로 역사교육이 중요시되어 민족사 편찬과 교육의 열성을 나타내기 시작하였다. 양성지는 세조 9년에 민족사 교육을 강화하는 일환으로 예문겸관(藝文兼官) 20명을 정선하여 5명씩 4부로 나누어 일부는 <주역(周易)> <역학계몽(易學啓蒙)> <성리대전(性理大全)>, 2부는 <춘추(春秋)> <좌전(左傳)> <호전(胡傳)> <사기(史記)> <전한서(前漢書)>, 3부는 <통감강목> <통감속편> <송원절요(宋元節要)>, 4부는 <삼국사기> <동국사략(東國史略)> <고려전사(高麗全史)>를 각각 담당케 했는데, 어느 분야에 속하든 4서(四書) 즉 <시전(詩傳)> <서전(書傳)> <예기(禮記)>를 겸하여 익히게 하였으며, 1일과 15일에는 전강(殿講)케 하고, 세 번 다 정통한 자는 특별히 가자(加資)케 하며, 불통자(不通者)는 좌천시켰다. 그래서 중국사뿐만 아니라 한민족사도 똑같이 힘쓰기를 강력히 주장하였다. 이같은 민족사의 편찬의식이나 교육의 강화는 <세종실록지리지>의 완성, 또는 <동국통감>에 단군신화 등 고조선의 내용도 기록하여 민족사를 당요(唐堯) 때까지 끌어 올리며 민족사의 강화와 역사서술을 발전시켰다. 임진왜란과 병자호란을 겪은 뒤 서양세력의 접근과 함께 새로운 세계의 지식이 청국을 통하여 들어오면서 실학자가 대두되어 한국의 것을 알아야 되겠다는 뜻에서 민족사를 강조하는 경향은 더욱 뚜렷하여졌다.

## 조선후기의 사학사상
조선후기의 일련의 선진적인 학자들은 현실적인 정치, 사회제도의 여러 모순을 해결하기 위해서 고민했다. 그 이전의 시대에도 선진적인 사상가가 없었던 것은 아니지만, 이 시기만큼 의욕적이지는 못했다. 여하간 조선후기의 이런 사상가들의 어떤 분은 벼슬길에 있으면서 그 해결을 도모하기도 했고 또 어떤 측에서는 초야(草野)에 묻혀 살면서 제나름대로의 방안(方案)을 모색(摸索)하기도 했다. 그렇지만 이 시대의 여건에서, 유교이념(儒敎理念)을 저버린 사상은 있을 수가 없었다. 어떤 모순의 해결을 위한 기준은 늘 유교적인 것에 있었다. 서학(西學)의 영향, 청조문물(淸朝文物)에 대한 새로운 인식이 깃들게 되던 18세기 무렵부터는 꼭 유교적인 데에만 기준한 것도 아니었지만 대부분의 생각은 유교이념을 떠날 수가 없었다. 따라서 현실의 광정(匡正)－새로운 이상적(理想的)인 국가·사회의 염원(念願)은 유교적인 이상세계에 준거(準據)해서 현실의 비판으로부터 시작되었다. 그리고 이 현실의 비판은 역사적인 안목(眼目)에서 합리성을 찾고자 한 일이 많았다.
전근대적인 역사가 자치적(資治的)인 데 그 의의를 찾을 수 있다면 조선후기의 역사의식(歷史意識) 또한 자치적인 의의가 다분했다. 현실은 언제나 만족한 것이 못된다. 더욱이 모순을 직시하여 그 광정(匡正)을 꾀하던 입장에서는 더욱 그러했다. 역사 연구는 오늘날의 과학적인 방법론에 의해서도 늘 비판적이다. 시대의 추이를 긍정적으로 이해한다고 하더라도 그 속에 내재되어 있는 사실의 비판에서 시작된다. 하물며 조선후기의 역사적 안목도 이런 비판을 떠날 수가 없었다. 아울러 전술(前述)한 조선후기의 일련의 선진적인 학자들은 자주적이었다. 자아(自我)의 재발견이라고도 이름하거니와 모든 문제를 자주적인 견지에서 해결하고자 했다. 종래의 부용적(附庸的) 태도에서 바로 서게 된 것이다. 이런 생각에서 자국(自國)의 역사·지리에 대한 인식이 새로워진 것이다.
한국에서는 역사의식이 민족적 각성(覺醒)의 시기(그 정도의 차이는 있었지만)에 많이 일어났다. 과연 민족이란 개념이 이 시기에 성립하느냐 않느냐 하는 것은 별문제로 하더라도 자아를 강력하게 인식하던 자주적인 시기에 일어났다. 이런 예는 북방민족의 침구(侵寇)를 입었던 고려중기에서도 볼 수 있고 신체제의 확립기이던 조선초기에서도 찾을 수 있으며 남북 두 이민족(異民族)의 침구를 받았던 조선중기에서도 나타났다. 더욱이 현실적인 모순을 눈앞에 놓고 그 해결에 고심하던 18세기 전후의 이지적(理智的)인 사상가들에게서는 말할 것도 없거니와 이른바 개화(開化) 전후의 시기에서도 절실한 것이었다. 물론 이러한 역사의식은 시대적인 특징의 하나가 될 수 있다. 따라서 전술한 예증(例證)의 몇 시기에는 그 역사의식을 대변할 수 있는 역사서(歷史書)가 나왔다. 조선후기도 예외는 아니었다.
먼저 저명한 역사서를 편찬한 사가(史家)로 <동사강목(東史綱目)>의 안정복(安鼎福), <연려실기술(燃藜室記述)>의 이긍익(李肯翊), <해동역사(海東繹史)>의 한치윤(韓致奫) 등이 있다. 그리고 이들을 전후하는 시기의 학자로서 이들에게 영향을 주었거나, 그 영향을 입은 저명한 학자로서는 이익(李瀷)·임상덕(林象德)·윤형성(尹衡聖)·이덕무(李德懋)·조경남(趙慶男)·유득공(柳得恭)·홍양호(洪良浩)·홍석주(洪奭周)·정약용(丁若鏞) 등이 있었다. 이상에 열기(列記)한 학자들은 조선후기의 이른바 실학파(實學派)에서 보면 대부분 역사학파(歷史學派)에 해당한다고도 말할 수 있거니와 이들은 역사를 종래와 같은 단순한 자치적(資治的)인 역사관에 의해서가 아니라 과거의 역사를 가지고 현실을 직시 비판하기 위하여 연구하였다. 소극적인 역사인식이 아니라 적극적인 역사주의(歷史主義) 입장이었다. 과거의 흥망득실(興亡得失)은 현실의 시비(是非)에 직결되어 있다고 보았다. 그러면서도 역사를 객관적으로 고찰하고자 했다. 독자적인 한국사(韓國史)의 체계를 세운 안정복의 <동사강목>에서도 그랬고, 자기의 의견(意見)이라고는 한 줄도 써 넣지 않은 이긍익의 <연려실기술>에서도 마찬가지였는가 하면 중국이나 일본측의 자료만으로 한국사의 모습을 투영(投影)해 보고자 했던 한치윤의 <해동역사>도 같은 생각이었다. 그 뿐만이 아니었다. 그들을 전후하던 앞에 든 학자들도 그랬다. 역사는 과학으로서의 가치가 있어야 한다.
사실의 기술만이 역사인 것은 아니다. 조선후기의 역사서는 각각이 특성을 가지고 있었다. 대표적인 예를 들면 <동사강목>은 강목체(綱目體)의 통사(通史)이었고, <연려실기술>은 기사본말체(紀事本末 )의 단대사(斷代史)이었으며, <해동역사(海東繹史)>는 기전체(紀傳體)의 통사이었다. 또 임상덕(林象德)의 <동사회강(東史會綱)>과 윤형성의 <조야첨재(朝野僉載)>는 야사(野史)로서, 유등공은 지난날 고구려의 유민(遺民)에 의해서 건국되었다는 발해(渤海)의 역사 등으로 모두 일가견(一家見)을 세운 바 있다. 이들은 역사를 연구하고 편찬할 때 그 사실(事實)을 사실로서만 인식한 것이 아니라 옳은 사실(史實)로 찾고자 했다. 조선후기의 새 학풍(學風)을 실사구시(實事求是), 또는 구진(求眞)이라고 한다면, 이들에게서도 이런 연구방법과 정신은 손쉽게 찾아 볼 수 있는 것이다. <동사강목>에서의 <고이편(考異篇)>이나, <해동역사>의 편자(編者)의 의견(按 또는 謹按에서 볼 수 있다)은 물론, 유득공의 <발해고(渤海考)>에서의 지리고증(地理考證)에서는 더욱 뚜렷하게 나타나 있다. 그러면서도 이들에게는 독자적인 정신이 강렬하게 작용하고 있다. 한국사의 체계적인 이해와 그 체계를 옳게 재편성하고자 했다. 자국사(自國史)의 종적(縱的)인 연장(延長)도 여기서 나왔고, 횡적인 지리고증이나 사실(史實)의 분석도 여기에서 유래되었다.
이들이 개척해 놓은 한국사의 새 인식은 오늘날의 입장에서 보아서도 수긍(首肯)되는 점이 너무나도 많을 뿐만 아니라 도리어 계몽(啓蒙)당하는 경우까지 있다. 그것은 이들이 역사연구를 과학적(당시로서는 考證學)·객관적으로 다루어 놓았기 때문이다. 그리고 이들의 연구방법과 태도를 직접 간접으로 이어 받아서, 그 정신을 드높인 학자로서는 이건창(李建昌)·박은식(朴殷植)·신채호(申采浩)·장지연(張志淵) 등이 있었다. 그 뿐만이 아니라 최남선(崔南善)·이능화(李能和)·정인보(鄭寅普) 등도 이 그룹에 속한다고 보아도 좋을 것이다. 이렇게 보면 조선후기의 역사사상(歷史思想)은 그 당시에만 그 가치가 있었던 것이 아니라, 한국 사학사상(史學史上)에서도 큰 비중을 차지하고 있는 것이다.

## 한국의 근대 사학사상
개항기의 한국 역사는 두 가지 면에서 기본적인 특징을 가지고 있었다. 그 하나는 한국사의 내적인 발전 과정에서 이미 해체되고 있던 봉건적인 사회체제를 타파하고 새로운 근대사회를 형성하는 일이었다. 다른 하나는 서구 자본주의 열강의 제국주의적·식민주의적 진출에 대응하여, 또는 일제의 한국침략에 대하여 어떻게 대응하여 민족의 독립을 견지할 것인가 하는 문제였다.
그러기에 이 시기의 역사학에서는 이와 같은 역사적 현실을 통찰하고 거기에 대처할 수 있는 역사의식이 필요하였다. 더욱이 1890년대에서 1910년대에 이르는 기간에 일제 관학자들에 의해 한국사가 근대적인 역사학으로 연구되고 서술되는 것은 일제의 대륙침략과 표리가 되어 이루어지고 있었다는 점에서 더욱 그러한 것이다. 일본에서는 한국사에 대한 연구가 이와 같이 침략성을 띠고 진행되고 있을 때 한국에 있어서의 역사학은 역사의식에 있어서나 역사 연구의 방법적인 면에서 새로운 차원을 모색해 나가지 않을 수 없었다. 즉 한국의 근대 역사학도 전통적인 역사관을 탈피하여 역사의 발전성이나 객관적인 파악을 할 필요가 있었던 것이다.
이러한 요청은 광무(光武) 개혁기를 통해서 비로소 새로운 방법론을 참작하는 경향을 나타내게 되었으니, 이 시기의 역사학은 실학(實學)에 의거하고, 또 실학을 계승·발전시켜야 할 전통사상·전통문화로 중시(重視)한 것이다. 이리하여 광무 5년(1901) 김택영(金澤榮)·현채(玄采)·장지연(張志淵) 등이 실학서적을 간행하거나 증보하였다. 1905년에 어와 김택영은 <역사집략(歷史輯略)>을 편찬했으며, 장지연도 한국의 풍속사(風俗史)에 관한 소품들을 준비하고 있었다.
이와 같이 개혁기의 역사가들은 실학사상적인 기반 위에서 그들의 연구를 진행시켰고, 그 성과는 통사(通史)와 특수 연구의 두 경향으로 나타나고 있었다. 통사로서는 황현(黃玹)의 <매천야록(梅泉野錄)>, 정교(鄭喬)의 <대한계년사(大韓季年史)>, 김택영의 전기한 <역사집략> 등이 대표적인 것이라고 할 수 있다. 이들 저자의 역사의식은 투철하여서 이들은 이 시기의 개혁사업에 동조하고 있었으며, 제국주의의 침략에 대해서는 강력하게 저항하는 민족의식을 보여주었다. 그러나 그들의 역사 서술은 아직도 전통적인 편년체(編年體)를 그대로 답습하고 있었고, 역사의식 또한 근대적인 것에 이르지는 못했다. 이 점은 이 시기의 역사학이 극복하지 않으면 안 될 한계이고 과제였다.
이러한 과제는 번역사학(飜譯史學)을 통해서 점차로 해결의 단서를 찾았다. 사학사적(史學史的)인 입장에서 번역이 문제시될 수 있는 것은 현채의 일련의 역술(譯術)활동에서 찾아 볼 수가 있다. 그는 <만국사기(萬國史記)>를 역간(譯刊)하였고, <동국사략(東國史略)>을 내었다. 이러한 역술 활동은 제국주의와 관련해서 그들의 침략의 방법을 알아야 한다는 당시의 식자층(識者層)의 공통된 견해에 입각한 것이었으며 뿐만 아니라 역사 서술에 대한 방법론에까지도 그 관심이 발전하고 있다. 현채가 자신의 그 동안의 편년체적인 역사 편찬이 체제불립(體制不立)했음을 개탄한 것은 그가 방법론에 대한 인식을 새롭게 했다는 증거였다.
개혁기의 역사학을 계승하여 그 때에 해결하지 못한 과제를 해결한 것은 이른바 민족사학자(民族史學者)라고 불리는 일련의 학자들이었다. 민족사학은 박은식(朴殷植)·신채호 등에 의해서 계발되었다. 박은식은 광무 개혁기의 역사학을 계승하여 근대 역사학의 방법론을 도입함으로써 한국의 역사학을 근대 역사학으로 발전시켰으니, 이는 1910년대의 일로서 <한국통사(韓國痛史)>와 <한국독립운동지혈사(韓國獨立運動之血史)>는 그의 대표적인 저서이다. 그는 이러한 책에서 역사적 사실의 발달과정을 인과관계의 면에서 분석·비판·종합했고, 이러한 근대 역사학의 방법론을 통해서 일제의 침략 과정을 낱낱이 폭로했다. 그는 국가가 유지되는 데 있어서는 혼 곧 정신이 중요한 관건이라고 보고 민족이나 국가의 혼이 담기는 곳을 그 나라의 역사라고 했다. 그는 또 혼이 강한 나라는 비록 일시적으로는 열강에 병합된다 하더라도 마침내는 독립할 수 있다고 하였다. 그는 한민족이 혼이 강한 민족이라는 신념을 가지고 한국나라도 장차 반드시 광복할 것이라고 확신하고 있었다. 박은식의 역사사상 및 역사학은 이와 같이 민족의식·민족정신으로 일관하고 있었거니와, 민족의 발전적인 역사를 위해서는 세계에 문호를 개방하고 주체적인 입장에서 세계의 문화를 섭취해야 한다는 진취적인 개혁사상에 접목(接木)되고 있었다는 점을 또한 간과할 수가 없는 것이다. 동시에 그의 역사사상에는 유교적인 색채가 농후한 바도 있었다. 따라서 그의 개혁사상(改革思想)은 그런 점에서 한국의 근대(近代) 역사학의 역사의식과는 아직도 단층을 가진 것일 수밖에 없는 한계성을 스스로 내포하고 있었다.
박은식의 역사학을 계승하여 그의 역사의식의 한계를 극복하고 이론적으로 한국의 근대 역사학을 완성시킨 이는 신채호였다. 그의 역사의식은 박은식의 경우와 마찬가지로 제국주의에 대한 투쟁에 있어서 철저하였고, 민족의식이 강렬한 것이었다. 그의 역사연구는 그 자체가 바로 독립투쟁이었다. 신채호가 역사학에 관심을 기울여서 한국의 근대 역사학을 완성시킨 것은 1920년대의 사실로서 <조선상고사(朝鮮上古史)> <조선사연구초(朝鮮史硏究草)> 및 그 밖의 단편적인 연구 활동에서 잘 나타나고 있다. 그는 역사의 본질을 '아(我)와 비아(非我)의 투쟁'이라고 인식하였다. 여기에서의 <아>나 <비아>는 시간적으로 상속성(相續性)이 있어야 하고 사회적으로 그 영향이 보급되어야 하는 것이었다. 또한 투쟁은 <아>에 대한 정신적 주체의식이 확립되지 않았거나 <비아>의 환경에 대해 순응하지 못하면 패하고 만다는 그런 투쟁이었다. 특히 사회내부에 있어 <아>와 <비아>의 모순관계는 사회발전의 계기로 간주되는 것이다. 그의 역사에 대한 본질적 파악은 그가 역사를 발전적으로 이해하고 역사적 사실의 인과관계를 사회현상 속에서 파악하려 한 데 있다 하겠으며, 외적으로는 주체성의 여러 가지 자아를 찾고 내적으로는 각시대의 다양한 역사적 현실을 상호 모순의 관계에서 파악함으로써 그러한 투쟁, 그러한 모순이 종합·지양되는 가운데서 새로운 문화가 창조되는 것이라고 이해한 것이라 할 수 있다. 신채호의 이러한 역사인식의 태도는 유럽 근대 역사학에서의 그것과 기본적으로 같은 것이었다고 생각된다.
그리하여 이와 같은 역사인식의 입장에서 한국의 역사를 재편성하려 했다. 그러한 노력의 일환으로 그는 종래의 사서(史書)에 대해 비판하고, 이들 사서에서 결핍된 시(時)·지(地)·인(人) 등 역사 구성의 3대요소의 중요성을 환기시켰다. 그는 또 이들 사서가 사료(史料)의 열람을 소홀히 한 것, 공자의 <춘추(春秋)>나 주자(朱子)의 <강목(綱目)>의 역사 서술 방식에 의거했기 때문에 역사 사실의 평가를 잘 못했다는 점, 역사의 주체를 왕조(王朝) 중심으로 한 데서 민족의 동향을 몰각하였다는 점을 들어 비판하였다. 구래(舊來)의 한국 역사학의 성과가 이러한 상태였으므로, 그는 이러한 자료를 이용하여 사료를 비판하고 고증 및 역사서술의 방법과 인식을 개선함으로써 한국 역사를 새로이 체계화해야 한다고 주장했다.
신채호의 역사의식에서 특히 중요한 것은 한민족의 역사와 전통에 대한 강력한 긍지요, 인간의 자유와 사회의 진보를 믿고 또 이를 이룩하려는 일종의 시민적인 근대의식이라고 하겠다. 그는 또 역사의 주체로서 민족을 강조했고, 민족 속의 민중을 역사의 전면에 클로즈업 시켰는 바 이 점 또한 그의 근대의식이 생생한 편린이라 할 수 있다. 일제에 대한 그의 입장은 무력에 의한 침략자의 타도와 민족의 독립이라는 점에 집약되고 있다. 그는 그것을 폭력에 의한 혁명으로 표현하였다. 그는 또한 일제를 구축하기 위해 종래까지 취해저 온 두 가지 방법 즉 외교방략에 의한 독립운동과 준비론에 대해 신랄하게 비판하였다. 그러나 그에게 있어서의 독립이란 단순히 일제의 구축만을 의미한다는 것은 아니었다. 그에게 있어서의 독립은 동시에 당시까지 한국 사회에 내포되어 있는 계급적 모순이나 낡은 사회체제를 개혁하는 사회적 의미까지도 포함되어 있었다. 한국의 근대적인 역사학은 실로 이와 같이 대내적인 사회 모순과 일제에의 투쟁이라는 모순 상극의 관계에서 싹튼 것으로, 이러한 모순상극을 통해서 시민적 자각과 확고한 민족주의 사상이 형성되어 갔다.

## 한국의 현대 사학사상
한국의 역사학은 박은식(朴殷植)·신채호(申采浩) 등에 의해서 근대 역사학으로 성장하고 있었다. 이 시기에 이들이 보여준 역사 서술이나 역사의식은 한국 역사학의 소중한 성과였고 한국나라 근대 역사학을 성립시키는 데 있어서 이들은 정신적 지주역할을 담당했던 것이다. 그러나 이와 같은 한국의 근대 역사학이 1930년대와 40년대에 이르러서는 커다랗게 변모하고 또 다양해지게 된다. 이 무렵이 되면 전문적인 교육을 받은 역사학도가 배출되고 급격하게 변동하는 사회사상 속에서 일정한 역사관을 지니고 등장하는 역사가를 볼 수 있게 된다. 역사학계는 이제 정통적인 역사학의 계승 위에서 새로운 역사학으로 성장한 바 있는 민족사학 이외에도 랑케류(流)의 실증사학의 사풍(史風)을 띤 실증주의 역사학과 일정한 역사관에 의해서 전역사를 체계적으로 계통지으려는 사회경제사학이 등장하게 되었다.
민족사학의 계통에는 신채호와는 그 입장을 다소 달리하여 한국 고전의 출판과 함께 계몽사학의 활약을 하다가, 일관된 사학정신을 상실한 뒤 실학시대의 백과전서파적인 박식으로 돌아가 버린 최남선을 들 수 있다. 한국의 문학사적 이해에 있어서 가장 두드러진 최남선의 업적은 그의 <불함문화론(不咸文化論)>이란 논문 속에서 가장 뚜렷이 표명되어 있다. 그 외에도 민족사학의 계열에 서는 역사가는 많았지만 그 중에서도 중추적인 기능을 한 것은 정인보(鄭寅普)였다. 그가 본격적인 역사연구에 몰두하게 되는 것은 1930년대의 일로서, 그 연구의 결정으로 <조선사연구>가 간행되었다. 정인보와 동학(同學)으로서 민족사학의 사풍(史風)의 또다른 일면을 개척하고 있었던 사람은 <조선상고사감(朝鮮上古史鑑)>을 저술한 안재홍(安在鴻)이며, 정인보나 안재홍과 동시기에 문일평(文一平)은 민족사학의 또 다른 일면을 담당하고 나타났는데, 그의 <호암전집(湖岩全集)>은 민중의 계몽 및 역사의 대중화라는 점에서 새로운 역사서술의 형태를 보여준다.
이들의 학문적인 계통을 계승하여 일제의 식민사학에 대결하기 위한 작업을 수행하려 한 인물로서 1940년대에 활약하게 되는 손진태(孫晋泰)·이인영(李仁榮) 등이다. 그러나 이들의 학문적인 성과에도 불구하고 민족사학에 속하는 학자들이 많은 것은 아니었다. 물론 그러한 인원으로서 짧은 기간에 그들이 거둔 성과는 결코 적은 것이 아니었다. 이들은 민족을 수호하고 민족정신을 고양(高揚)시키는 데 큰 업적을 남겼고, 일제의 식민사학에 대결하는 역사관을 확립하여 한국 역사를 굳건한 터전 위에 체계화하는 공적을 남겼다. 또한 그들의 역사의식은 일제 침략기의 역사가가 지닐 수 있었던 최선의 역사의식이었다고 할 수 있으며, 그들의 역사 서술 또한 근대 역사학의 과학성을 보여주고 있다. 이들 민족사학자들이 40년대까지에 도달했던 역사서술이나 역사 인식의 수준은 높았고 그들이 지향하고 있던 역사연구의 방향은 오늘날에도 지표가 되는 것이다. 그들은 한국 역사를 세계사와의 관련속에서 포착하였고, 세계사적인 역사 발전의 여러 단계에 입각하여 연구 작업을 하거나 그것을 한국 역사에 도입하여 적용하려는 노력을 보였다.
그중에서도 사회발전의 이론을 한국 역사의 체계 속에서 적용시키려고 한 것은 커다란 성과였다. 그들은 요컨대 한국 역사의 주체성을 확립시키려 하였고, 나아가 세계사와 관련된 보편성과 개별성의 조화를 의식하고 있었다. 흔히 민족사학의 역사 서술을 비과학적이라든가 또는 치졸하다가 평가하기도 하지만 이는 민족사학에 대한 본질적 평가가 아니고 부분적인 것에 국한된 것이다. 그러나 민족사학의 긍정적인 면에는 아직도 일정한 한계가 있다는 점을 직시할 필요가 있다. 그것은 일제의 식민사학이 그들의 식민정책을 이용하려 했던 정치성 이론이나 타율성이론을 과학적으로 극복하지 못한 점과 한사군 문제에 대한 실증주의 역사학의 고증과 식민사학의 고증을 또한 극복하지 못한 점이다. 한편 이 시기에는 민족사학과는 달리 랑케사학의 방법을 배운 실증사학자들이 등장하여 문헌고증적인 학풍을 수립했다.
일제시대의 실증사학이라고 하면 곧 진단학회(震檀學會)를 연상하게 되는데 여기에는 충분한 이유가 있다. 진단학회가 조직된 것은 1934년의 일로, 이들과 사회경제사학 및 민족사학과의 관계를 분석하면 실증사학의 본질이 대개 드러날 수가 있다. 먼저 사회경제사학자들은 진단학회의 기관지인 <진단학보>를 일단의 발전이라고 인정하면서도 반면에 날카로운 비판을 가하고 있다. 즉 사회경제사학자들은 진단학회를 굳이 말을 만들어 붙인다면 순수사학이라고도 할 수 있는 성질의 학문활동을 하는 학회로 보고 있다. 요컨대 그들은 실증사학을 한 마디로 사관(史觀)이 없는 연구단체로서 비판한 것이다. 이에 대해 진단학회는 사회경제사가들의 적극적인 참여를 받지는 못했지만 그들을 용납할 수 있는 여지로 그러한 비판을 게재하기도 했다. 그러나 이러한 일면에도 불구하고 양자 사이에 개재한 대립은 팽팽한 것이었다.
다음으로는 민족사학과의 관계이다. 진단학회의 발기인 명단에는 문일평이 나타나는데, 그러나 이로써 양자의 밀접한 관계를 말할 수 없음은 정인보의 실증사학에 대한 평가에서도 나타나는 것이다. 곧 정인보는 현재의 문헌에 전하지 않는 민족사적 진실도 찾으려 했기에 일본 학자들을 추종하는 일본 유학 출신의 학자들을 못마땅하게 생각했고, 그런가 하면 실증사학자 또한 민족사가들의 역사학에 만족하려 들지 않았고 그 학문적 성과를 높이 평가(評價)하지도 않았다. 이상 실증사학과 민족사학·사회경제사학과의 관계에서 드러난 바와 같이 실증사학은 기성사관에 집착하지 않았으며, 뿐만 아니라 오히려 이를 기피하였다는 사실이 주목된다. 그들은 일정한 기성사관보다는 구체적인 역사 연구를 통해서 일반적인 것을 이해하려 하였다. 그러나 그들의 개별적인 사실(史實)을 통한 일반화 작업이 한국사 내지는 역사 전체를 통관(通觀)하는 단계로까지 발전하지 못했다는 점에서 사관이 없었다는 비판을 받게 되는 것이다.
실증사학은 또한 가정된 공식이나 법칙을 일방적으로 적용하는 것을 역사 연구의 과학적 방법이 아니라고 보았다. 그들은 반드시 세계의 모든 민족의 역사를 살펴야만 일반적인 법칙이 발견되는 것이 아니고, 일개인이나 한 민족에서도 일반성은 추출할 수 있다고 보았다. 그러나 실증이 마치 실증사학의 전유물(專有物)이라고 생각하는 것은 착오이며, 그것은 역사적 일반의 기초 조건에 불과한 것이다. 따라서 실증이 곧 역사학 자체일 수 없다는 것은 자명한 일이다. 그런데 실증사가들은 개개의 사실 위에서 일반적인 의미를 생각해보는 작업에는 별 의욕을 보이지 않았다. 이로 인해 실증이란 무수한 구슬은 꿰어지지 않은 채 굴러다니게 되었고, 이것이 저간(這間)의 한국 현대사를 혼미(混迷)하게 한 원인이 되었다.
랑케류의 실증사학과 병행하여서 이 시기에는 사회경제사학이 또한 발달하였다. 사회경제사학이라고는 하지만 이에 속하는 모든 역사가들이 반드시 한결같은 성격을 띤 것은 아니었다. 1920년대의 후반기에서 30년대에 걸쳐서는 식민지 착취의 가중과 경제공황의 물결에 편승하여 사회주의 사상의 발달과 노동운동이 전개되고 있었는데, 이러한 사조는 역사학에도 영향을 주었다. 사회경제사학에서의 역사 서술의 특징의 하나는 개개의 역사사실에 관한 고증적 연구를 떠나서 전체 사회경제에 관한 체계적인 연구의 형태를 취하는 점이었다. 그 대표적인 인물은 백남운(白南雲)이었다.
백남운의 대표적인 저술은 <조선사회경제사>(1933)와 <조선봉건사회경제사·上>(1937)가 있다. 그는 원래 방대한 한국사회경제사를 완성할 계획을 갖고 있었다. 그는 종래의 한국사 연구에 신랄한 비판을 가하고 있는데, 그 중 근대사학에 대한 비판에서 그는 민족사학을 일제관학자들의 그것과 아울러서 특수사관으로서 비판 배척하였다. 그는 외관적(外觀的)인 특수성과 일원론적인 역사법칙과는 구별되는 것으로 보고, 역사의 기본이 되는 것은 바로 일원론적인 역사법칙이라고 생각하였다. 그는 이러한 관점에 서야만 일제하의 위압적 특수성에 대해 절망을 모르는 적극적인 해결책을 발견할 수 있다고 믿었다. 그가 식민사관과 민족주의사관 즉 소위 그가 말하는 특수사관을 비판하고 그 대신으로 받아들인 일원론적 역사발전 법칙이란 곧 유물사관의 공식이었다. 그리고 이 공식을 한국사에 그대로 적용한 것이라고 비난을 받고 있기는 하지만, 한편으로는 세계사적인 발전과정에 비추어서 한국사의 체계화를 시도했다는 점에서 높이 평가되었다. 그러나 문제는 무엇이 세계사적인 발전법칙이냐 하는 데에 있다. 그가 주장한 세계사적인 발전법칙이란 유럽사(史)의 발전 법칙이 기준이 된 것이고, 이 점은 그의 '아시아적 생산양식'이라는 문제에서도 잘 나타나고 있다. 이 문제는 서구사회의 발전법칙과는 또다른 아시아 제국(諸國)을 염두에 두고 발설한 것 같으며, 이 점은 한국사에도 적용되어 한국에 있어서는 봉건사회의 특수성, 곧 아시아적 특수성을 말한 것으로 추측된다. 이는 곧 그의 소위 일원적 발전법칙과 정면으로 배반되는 것이 아닐 수 없다. 이상에서 그의 역사학적 체계는 구체적인 연구에 입각한 귀납적인 것이 아니라 법칙의 일방적인 적용이라는 것이 증명된다.
그러므로 세계사적인 법칙이란 것은 좀더 다른 각도에서 고찰되어야 한다고 생각된다. 그것은 오직 하나의 법칙만이 역사를 지배하는 것이 아니고 다원적인 법칙들이 보편성과 특수성의 양면을 가지고 포용되고 해석되는 점을 인식해야 한다는 것이다. 또한 특수성이란 그 민족의 구체적인 사실(史實)에 입각해서 이해되고, 그런 이해가 그 민족의 역사인식의 종합적인 토대가 될 때 역사의 다양한 측면이 폭넓게 전개된다는 것을 잊어서는 안될 것이다.

## 같이 보기
- 한국의 역사
- 민족사관
- 식민사관